# Namdong-Rugby-Stadion
Das Namdong-Rugby-Stadion (kor. 남동아시아드럭비경기장) ist ein Stadion in der südkoreanischen Stadt Incheon. Das Stadion wurde 2011 erbaut. Der Frauenfußballverein Incheon Hyundai S. R. A. nutzt das Stadion seit 2015 als Heimspielstätte. Gleichzeitig nutzt das Rugby-Team Hyundai Glovis Rugby Club das Stadion als Heimspielstätte. Der Frauenfußballverein spielt aktuell (2018) in der WK-League, der höchsten Frauenfußball-Spielklasse Südkoreas.